# Canadian International 2024
Die Canadian International 2024 im Badminton fanden vom 3. bis zum 8. Dezember 2024 in Markham statt.

## Sieger und Platzierte
| Disziplin    | Gold                           | Silber                           | Bronze                                  |
| ------------ | ------------------------------ | -------------------------------- | --------------------------------------- |
| Herreneinzel | Brian Yang                     | Victor Lai                       | Simon Baron-Vezilier                    |
| Herreneinzel | Brian Yang                     | Victor Lai                       | Timothy Lock                            |
| Dameneinzel  | Juliana Viana Vieira           | Michelle Li                      | Rachel Chan                             |
| Dameneinzel  | Juliana Viana Vieira           | Michelle Li                      | Chloe Hoang                             |
| Herrendoppel | Chen Zhi-yi Presley Smith      | Kevin Lee Ty Alexander Lindeman  | Peter Briggs Rasmus Fladberg            |
| Herrendoppel | Chen Zhi-yi Presley Smith      | Kevin Lee Ty Alexander Lindeman  | Rian Agung Saputro Danang Dwi Septiadi  |
| Damendoppel  | Lin Wan-ching Liu Chiao-yun    | Jacqueline Cheung Catherine Choi | Jackie Dent Crystal Lai                 |
| Damendoppel  | Lin Wan-ching Liu Chiao-yun    | Jacqueline Cheung Catherine Choi | Jaqueline Lima Sâmia Lima               |
| Mixed        | Fabrício Farias Jaqueline Lima | Davi Silva Sânia Lima            | Jonathan Bing Tsan Lai Crystal Lai      |
| Mixed        | Fabrício Farias Jaqueline Lima | Davi Silva Sânia Lima            | Ty Alexander Lindeman Jacqueline Cheung |